# Реклама пива в России
Реклама пива — деятельность, направленная на увеличение объёма потребления и продаж пива.

## Реклама пива в России

### Реклама пива и политика
По мнению производителей пива, реклама пива имеет положительные последствия в виде снижения потребления более крепких алкогольных напитков, в частности, водки. Так, бывший генеральный директор пивоваренной компании «Красный Восток» Айрат Хайруллин считал, что в России нужно пропагандировать пиво.
Между тем, заместитель председателя комитета по здравоохранению Государственной Думы профессор Александр Чухраев утверждает, что «рост числа алкоголиков связан, прежде всего, именно со слабоалкогольными напитками. В своё время мы решили, что пропаганда пива позволит снизить потребление водки».
Межведомственная комиссия Совета безопасности Татарстана по противодействию злоупотреблению наркотическими средствами и их незаконному обороту рекомендовала запретить проведение «Праздника пива» в Казани. По словам заместителя премьер-министра Татарстана Зили Валеевой, пропаганда пива препятствует формированию здорового образа жизни у подростков.

### Реклама пива и законодательство
В 2001 году в России было принято постановление первого заместителя министра здравоохранения России, Главного государственного санитарного врача страны Геннадия Онищенко «Об усилении госсанэпиднадзора за пивоваренной продукцией».
Ограничение пропаганды пива сталкивается с трудностями. Валентина Матвиенко связывает это с тем, что «за этим стоят большие деньги». Президент Чувашии Николай Фёдоров отметил, что пропагандой пива занимаются федеральные телеканалы.
Вице-спикер Пермской гордумы Денис Ушаков выступает против пропаганды пива на спортивных мероприятиях: «популяризация или пропаганда пива в таких местах неприемлема».
С 5 сентября 2004 года рекламные ролики пива были убраны из утреннего и дневного эфира российских телеканалов, а также со стадионов. Ограничение рекламы никак не отразилось на футбольных трансляциях с Лиги Чемпионов, Кубка УЕФА и Чемпионата России. 25 октября 2004 года закон вступил в силу. С этого же года на телеканале «НТВ» (до 2009 года) перед рекламой пива начала использоваться отдельная заставка (заставки были разные, в стиле обычных заставок).
С 1 января 2005 года в рекламе пива было запрещено использование образов людей и животных. Одновременно было существенно ограничено время трансляции этой рекламы на радио и телевидении. В 2009 поступило предложение о полном её запрете. Тогда же ФАС потребовала убрать из телерекламы пива закадровые диалоги.
По мнению некоторых экспертов, подобные ограничения лоббируются производителями водки.
В связи с законодательными ограничениями и медиаинфляцией производители пива всё чаще предпочитают организовывать мероприятия, адресованные представителям определённых потребительских групп.
20 июля 2011 года Президентом России Медведевым Д. А. был подписан законопроект, приравнивающий пиво к остальным алкогольным напиткам и распространяющий на него те же ограничения, в том числе и запрет на рекламу с 1 сентября 2012 года. Согласно исследованию ВЦИОМ от 13-14 августа 2011 года, запрет на рекламу алкоголя, в том числе и пива, для несовершеннолетних поддерживает 93 % граждан России.
1 июля 2014 года Госдума приняла изменения в статью 21 федерального закона «О рекламе», которое разрешает рекламу пива и алкогольных напитков на основе пива до 31 декабря 2018 года. Данная поправка вызвана требованием FIFA к Чемпионату мира по футболу, который прошёл в России в 2018 году.
Реклама алкогольной продукции в каждом случае должна сопровождаться предупреждением о вреде ее чрезмерного потребления, причем такому предупреждению должно быть отведено не менее чем десять процентов рекламной площади (пространства).

### Последствия рекламы пива
Как отмечал министр внутренних дел России Рашид Нургалиев в 2005 году, пропаганда пива за последние годы стала причиной алкоголизма сотен тысяч подростков. Аналогичного мнения придерживаются медицинские работники, в частности, Сергей Полятыкин, руководитель медицинских программ фонда «Нет алкоголизму и наркомании».